# NBA 2009./10.
NBA 2009./10. je 64. sezona američko-kanadske profesionalne košarkaške lige. 25. lipnja 2009. u Madison Square Gardenu, održan je NBA draft gdje je Blake Griffin izabran kao prvi izbor od strane Los Angeles Clippersa. 14. veljače 2010. u Dallasu je održana 59. All-Star utakmica. Najbolji omjer pobjeda i poraza u sezoni ostvarili su Cleveland Cavaliersi, a prošlogodišnji prvaci, Los Angeles Lakersi, uspjeli su obraniti naslov. Za novaka godine izabran je Tyreke Evans. Nagradu za najkorisnijeg igrača sezone osvojio je LeBron James, dok je nagradu za najkorsnijeg igrača finala uzeo Kobe Bryant.

## "Salary cap"
Prošle je sezone granica "salary capa" bila postavljena na 58.68 milijuna dolara, a 7. srpnja 2009. uprava NBA lige objavila je da novi "salary cap" iznosi 57.7 milijuna dolara. Granica budžeta koji podliježe porezu na luksuz spuštena je s maksimuma od 71.15 milijuna na 69.2 milijuna dolara. Porez na luksuz u NBA ligi plaćaju klubovi koji probiju granicu "salary capa", te on iznosi 100% od iznosa za koji je "cap" prebačen.

## Poredak

### Konferencijski
| Pozicija | Istočna konferencija  | Istočna konferencija | Istočna konferencija    | Zapadna konferencija      | Zapadna konferencija | Zapadna konferencija    |
| Pozicija | Klub                  | Omjer                | Uta. zaostao za vodećim | Klub                      | Omjer                | Uta. zaostao za vodećim |
| -------- | --------------------- | -------------------- | ----------------------- | ------------------------- | -------------------- | ----------------------- |
| 1.       | z-Cleveland Cavaliers | 61-21                | –                       | c-Los Angeles Lakers      | 57-25                | –                       |
| 2.       | y-Orlando Magic       | 59-23                | 2                       | y-Dallas Mavericks        | 55-27                | 2                       |
| 3.       | x-Atlanta Hawks       | 53-29                | 8                       | x-Phoenix Suns            | 54-28                | 3                       |
| 4.       | y-Boston Celtics      | 50-32                | 11                      | y-Denver Nuggetsa         | 53-29                | 4                       |
| 5.       | x-Miami Heat          | 47-35                | 14                      | x-Utah Jazza              | 53-29                | 4                       |
| 6.       | x-Milwaukee Bucks     | 46-36                | 15                      | x-Portland Trail Blazersb | 50-32                | 7                       |
| 7.       | x-Charlotte Bobcats   | 44-38                | 17                      | x-San Antonio Spursb      | 50-32                | 7                       |
| 8.       | x-Chicago Bulls       | 41-41                | 20                      | x-Oklahoma City Thunderb  | 50-32                | 7                       |
| 9.       | Toronto Raptors       | 40-42                | 21                      | Houston Rockets           | 42-40                | 15                      |
| 10.      | Indiana Pacers        | 32-50                | 29                      | Memphis Grizzlies         | 40-42                | 17                      |
| 11.      | New York Knicks       | 29-53                | 32                      | New Orleans Hornets       | 37-45                | 20                      |
| 12.      | Detroit Pistonsc      | 27-55                | 34                      | Los Angeles Clippers      | 29-53                | 28                      |
| 13.      | Philadelphia 76ersc   | 27-55                | 34                      | Golden State Warriors     | 26-56                | 31                      |
| 14.      | Washington Wizards    | 26-56                | 35                      | Sacramento Kings          | 25-57                | 32                      |
| 15.      | New Jersey            | 12-70                | 49                      | Minnesota Timberwolves    | 15-67                | 42                      |

| Pozicija | Istočna konferencija  | Istočna konferencija | Istočna konferencija    | Zapadna konferencija      | Zapadna konferencija | Zapadna konferencija    |
| Pozicija | Klub                  | Omjer                | Uta. zaostao za vodećim | Klub                      | Omjer                | Uta. zaostao za vodećim |
| -------- | --------------------- | -------------------- | ----------------------- | ------------------------- | -------------------- | ----------------------- |
| 1.       | z-Cleveland Cavaliers | 61-21                | –                       | c-Los Angeles Lakers      | 57-25                | –                       |
| 2.       | y-Orlando Magic       | 59-23                | 2                       | y-Dallas Mavericks        | 55-27                | 2                       |
| 3.       | x-Atlanta Hawks       | 53-29                | 8                       | x-Phoenix Suns            | 54-28                | 3                       |
| 4.       | y-Boston Celtics      | 50-32                | 11                      | y-Denver Nuggetsa         | 53-29                | 4                       |
| 5.       | x-Miami Heat          | 47-35                | 14                      | x-Utah Jazza              | 53-29                | 4                       |
| 6.       | x-Milwaukee Bucks     | 46-36                | 15                      | x-Portland Trail Blazersb | 50-32                | 7                       |
| 7.       | x-Charlotte Bobcats   | 44-38                | 17                      | x-San Antonio Spursb      | 50-32                | 7                       |
| 8.       | x-Chicago Bulls       | 41-41                | 20                      | x-Oklahoma City Thunderb  | 50-32                | 7                       |
| 9.       | Toronto Raptors       | 40-42                | 21                      | Houston Rockets           | 42-40                | 15                      |
| 10.      | Indiana Pacers        | 32-50                | 29                      | Memphis Grizzlies         | 40-42                | 17                      |
| 11.      | New York Knicks       | 29-53                | 32                      | New Orleans Hornets       | 37-45                | 20                      |
| 12.      | Detroit Pistonsc      | 27-55                | 34                      | Los Angeles Clippers      | 29-53                | 28                      |
| 13.      | Philadelphia 76ersc   | 27-55                | 34                      | Golden State Warriors     | 26-56                | 31                      |
| 14.      | Washington Wizards    | 26-56                | 35                      | Sacramento Kings          | 25-57                | 32                      |
| 15.      | New Jersey            | 12-70                | 49                      | Minnesota Timberwolves    | 15-67                | 42                      |

Napomene

z - ostvarena prednost domaćeg terena tijekom cijelog doigravanja 

c - ostvarena prednost domaćeg terena tijekom konferencijskog dijela doigravanja 

y - ostvaren divizijski naslov 

x - ostvaren ulazak u doigravanje

### Divizijski
| Atlantska divizija | Pobjeda | Poraza | Postotak pobjeda | Uta. zaostao za vodećim | Omjer na domaćem terenu | Omjer na gostujućem terenu | Ukupan omjer | Odigrane utakmice |
| ------------------ | ------- | ------ | ---------------- | ----------------------- | ----------------------- | -------------------------- | ------------ | ----------------- |
| y-Boston Celtics   | 50      | 32     | .610             | –                       | 24–17                   | 26–15                      | 13–3         | 82                |
| Toronto Raptors    | 40      | 42     | .488             | 10.0                    | 25–16                   | 15–26                      | 11–5         | 82                |
| New York Knicks    | 29      | 53     | .354             | 21.0                    | 18–23                   | 11–30                      | 6–10         | 82                |
| Philadelphia 76ers | 27      | 55     | .329             | 23.0                    | 12–29                   | 15–25                      | 7–9          | 82                |
| New Jersey Nets    | 12      | 70     | .146             | 38.0                    | 8–33                    | 4–37                       | 3–13         | 82                |

| Centralna divizija    | Pobjeda | Poraza | Postotak pobjeda | Uta. zaostao za vodećim | Omjer na domaćem terenu | Omjer na gostujućem terenu | Ukupan omjer | Odigrane utakmice |
| --------------------- | ------- | ------ | ---------------- | ----------------------- | ----------------------- | -------------------------- | ------------ | ----------------- |
| z-Cleveland Cavaliers | 61      | 21     | .744             | –                       | 35–6                    | 26–15                      | 12–4         | 82                |
| x-Milwaukee Bucks     | 46      | 36     | .561             | 17.0                    | 28–13                   | 18–23                      | 10–6         | 82                |
| x-Chicago Bulls       | 41      | 41     | .500             | 22.0                    | 24–17                   | 17–24                      | 10–6         | 82                |
| Indiana Pacers        | 32      | 50     | .390             | 29.0                    | 23–18                   | 9–32                       | 6–10         | 82                |
| Detroit Pistons       | 27      | 55     | .329             | 34.0                    | 17–24                   | 10–31                      | 2–14         | 82                |

| Jugoistočna divizija | Pobjeda | Poraza | Postotak pobjeda | Uta. zaostao za vodećim | Omjer na domaćem terenu | Omjer na gostujućem terenu | Ukupan omjer | Odigrane utakmice |
| -------------------- | ------- | ------ | ---------------- | ----------------------- | ----------------------- | -------------------------- | ------------ | ----------------- |
| y-Orlando Magic      | 59      | 23     | .720             | –                       | 34–7                    | 25–16                      | 10–6         | 82                |
| x-Atlanta Hawks      | 53      | 29     | .646             | 6.0                     | 34–7                    | 19–22                      | 8–8          | 82                |
| x-Miami Heat         | 47      | 35     | .573             | 12.0                    | 24–17                   | 23–18                      | 9–7          | 82                |
| x-Charlotte Bobcats  | 44      | 38     | .537             | 15.0                    | 31–10                   | 13–28                      | 10–6         | 82                |
| Washington Wizards   | 26      | 56     | .317             | 33.0                    | 15–26                   | 11–30                      | 3–13         | 82                |

| Sjeverozapadna divizija  | Pobjeda | Poraza | Postotak pobjeda | Uta. zaostao za vodećim | Omjer na domaćem terenu | Omjer na gostujućem terenu | Ukupan omjer | Odigrane utakmice |
| ------------------------ | ------- | ------ | ---------------- | ----------------------- | ----------------------- | -------------------------- | ------------ | ----------------- |
| y-Denver Nuggets         | 53      | 29     | .646             | –                       | 34–7                    | 19–22                      | 12–4         | 82                |
| x-Utah Jazz              | 53      | 29     | .646             | –                       | 32–9                    | 21–20                      | 8–8          | 82                |
| x-Portland Trail Blazers | 50      | 32     | .610             | 3.0                     | 26–15                   | 24–17                      | 8–8          | 82                |
| x-Oklahoma City Thunder  | 50      | 32     | .610             | 3.0                     | 27–14                   | 23–18                      | 9–7          | 82                |
| Minnesota Timberwolves   | 15      | 67     | .183             | 38.0                    | 10–31                   | 5–36                       | 3–13         | 82                |

| Pacifička divizija    | Pobjeda | Poraza | Postotak pobjeda | Uta. zaostao za vodećim | Omjer na domaćem terenu | Omjer na gostujućem terenu | Ukupan omjer | Odigrane utakmice |
| --------------------- | ------- | ------ | ---------------- | ----------------------- | ----------------------- | -------------------------- | ------------ | ----------------- |
| c-Los Angeles Lakers  | 57      | 25     | .695             | –                       | 34–7                    | 23–18                      | 13–3         | 82                |
| x-Phoenix Suns        | 54      | 28     | .659             | 3.0                     | 32–9                    | 22–19                      | 12–4         | 82                |
| Los Angeles Clippers  | 29      | 53     | .354             | 28.0                    | 21–20                   | 8–33                       | 5–11         | 82                |
| Golden State Warriors | 26      | 56     | .317             | 31.0                    | 18–23                   | 8–33                       | 5–11         | 82                |
| Sacramento Kings      | 25      | 57     | .305             | 32.0                    | 18–23                   | 7–34                       | 5–11         | 82                |

| Jugozapadna divizija | Pobjeda | Poraza | Postotak pobjeda | Uta. zaostao za vodećim | Omjer na domaćem terenu | Omjer na gostujućem terenu | Ukupan omjer | Odigrane utakmice |
| -------------------- | ------- | ------ | ---------------- | ----------------------- | ----------------------- | -------------------------- | ------------ | ----------------- |
| y-Dallas Mavericks   | 55      | 27     | .671             | –                       | 28–13                   | 27–14                      | 10–6         | 82                |
| x-San Antonio Spurs  | 50      | 32     | .610             | 5.0                     | 29–12                   | 21–20                      | 9–7          | 82                |
| Houston Rockets      | 42      | 40     | .512             | 13.0                    | 23–18                   | 19–22                      | 9–7          | 82                |
| Memphis Grizzlies    | 40      | 42     | .488             | 15.0                    | 23–18                   | 17–24                      | 5–11         | 82                |
| New Orleans Hornets  | 37      | 45     | .451             | 18.0                    | 24–17                   | 13–28                      | 7–9          | 82                |

| Atlantska divizija | Pobjeda | Poraza | Postotak pobjeda | Uta. zaostao za vodećim | Omjer na domaćem terenu | Omjer na gostujućem terenu | Ukupan omjer | Odigrane utakmice |
| ------------------ | ------- | ------ | ---------------- | ----------------------- | ----------------------- | -------------------------- | ------------ | ----------------- |
| y-Boston Celtics   | 50      | 32     | .610             | –                       | 24–17                   | 26–15                      | 13–3         | 82                |
| Toronto Raptors    | 40      | 42     | .488             | 10.0                    | 25–16                   | 15–26                      | 11–5         | 82                |
| New York Knicks    | 29      | 53     | .354             | 21.0                    | 18–23                   | 11–30                      | 6–10         | 82                |
| Philadelphia 76ers | 27      | 55     | .329             | 23.0                    | 12–29                   | 15–25                      | 7–9          | 82                |
| New Jersey Nets    | 12      | 70     | .146             | 38.0                    | 8–33                    | 4–37                       | 3–13         | 82                |

| Centralna divizija    | Pobjeda | Poraza | Postotak pobjeda | Uta. zaostao za vodećim | Omjer na domaćem terenu | Omjer na gostujućem terenu | Ukupan omjer | Odigrane utakmice |
| --------------------- | ------- | ------ | ---------------- | ----------------------- | ----------------------- | -------------------------- | ------------ | ----------------- |
| z-Cleveland Cavaliers | 61      | 21     | .744             | –                       | 35–6                    | 26–15                      | 12–4         | 82                |
| x-Milwaukee Bucks     | 46      | 36     | .561             | 17.0                    | 28–13                   | 18–23                      | 10–6         | 82                |
| x-Chicago Bulls       | 41      | 41     | .500             | 22.0                    | 24–17                   | 17–24                      | 10–6         | 82                |
| Indiana Pacers        | 32      | 50     | .390             | 29.0                    | 23–18                   | 9–32                       | 6–10         | 82                |
| Detroit Pistons       | 27      | 55     | .329             | 34.0                    | 17–24                   | 10–31                      | 2–14         | 82                |

| Jugoistočna divizija | Pobjeda | Poraza | Postotak pobjeda | Uta. zaostao za vodećim | Omjer na domaćem terenu | Omjer na gostujućem terenu | Ukupan omjer | Odigrane utakmice |
| -------------------- | ------- | ------ | ---------------- | ----------------------- | ----------------------- | -------------------------- | ------------ | ----------------- |
| y-Orlando Magic      | 59      | 23     | .720             | –                       | 34–7                    | 25–16                      | 10–6         | 82                |
| x-Atlanta Hawks      | 53      | 29     | .646             | 6.0                     | 34–7                    | 19–22                      | 8–8          | 82                |
| x-Miami Heat         | 47      | 35     | .573             | 12.0                    | 24–17                   | 23–18                      | 9–7          | 82                |
| x-Charlotte Bobcats  | 44      | 38     | .537             | 15.0                    | 31–10                   | 13–28                      | 10–6         | 82                |
| Washington Wizards   | 26      | 56     | .317             | 33.0                    | 15–26                   | 11–30                      | 3–13         | 82                |

| Sjeverozapadna divizija  | Pobjeda | Poraza | Postotak pobjeda | Uta. zaostao za vodećim | Omjer na domaćem terenu | Omjer na gostujućem terenu | Ukupan omjer | Odigrane utakmice |
| ------------------------ | ------- | ------ | ---------------- | ----------------------- | ----------------------- | -------------------------- | ------------ | ----------------- |
| y-Denver Nuggets         | 53      | 29     | .646             | –                       | 34–7                    | 19–22                      | 12–4         | 82                |
| x-Utah Jazz              | 53      | 29     | .646             | –                       | 32–9                    | 21–20                      | 8–8          | 82                |
| x-Portland Trail Blazers | 50      | 32     | .610             | 3.0                     | 26–15                   | 24–17                      | 8–8          | 82                |
| x-Oklahoma City Thunder  | 50      | 32     | .610             | 3.0                     | 27–14                   | 23–18                      | 9–7          | 82                |
| Minnesota Timberwolves   | 15      | 67     | .183             | 38.0                    | 10–31                   | 5–36                       | 3–13         | 82                |

| Pacifička divizija    | Pobjeda | Poraza | Postotak pobjeda | Uta. zaostao za vodećim | Omjer na domaćem terenu | Omjer na gostujućem terenu | Ukupan omjer | Odigrane utakmice |
| --------------------- | ------- | ------ | ---------------- | ----------------------- | ----------------------- | -------------------------- | ------------ | ----------------- |
| c-Los Angeles Lakers  | 57      | 25     | .695             | –                       | 34–7                    | 23–18                      | 13–3         | 82                |
| x-Phoenix Suns        | 54      | 28     | .659             | 3.0                     | 32–9                    | 22–19                      | 12–4         | 82                |
| Los Angeles Clippers  | 29      | 53     | .354             | 28.0                    | 21–20                   | 8–33                       | 5–11         | 82                |
| Golden State Warriors | 26      | 56     | .317             | 31.0                    | 18–23                   | 8–33                       | 5–11         | 82                |
| Sacramento Kings      | 25      | 57     | .305             | 32.0                    | 18–23                   | 7–34                       | 5–11         | 82                |

| Jugozapadna divizija | Pobjeda | Poraza | Postotak pobjeda | Uta. zaostao za vodećim | Omjer na domaćem terenu | Omjer na gostujućem terenu | Ukupan omjer | Odigrane utakmice |
| -------------------- | ------- | ------ | ---------------- | ----------------------- | ----------------------- | -------------------------- | ------------ | ----------------- |
| y-Dallas Mavericks   | 55      | 27     | .671             | –                       | 28–13                   | 27–14                      | 10–6         | 82                |
| x-San Antonio Spurs  | 50      | 32     | .610             | 5.0                     | 29–12                   | 21–20                      | 9–7          | 82                |
| Houston Rockets      | 42      | 40     | .512             | 13.0                    | 23–18                   | 19–22                      | 9–7          | 82                |
| Memphis Grizzlies    | 40      | 42     | .488             | 15.0                    | 23–18                   | 17–24                      | 5–11         | 82                |
| New Orleans Hornets  | 37      | 45     | .451             | 18.0                    | 24–17                   | 13–28                      | 7–9          | 82                |

Napomene

z - ostvarena prednost domaćeg terena tijekom cijelog doigravanja 

c - ostvarena prednost domaćeg terena tijekom konferencijskog dijela doigravanja 

y - ostvaren divizijski naslov 

x - ostvaren ulazak u doigravanje

## Doigravanje
Glavni:
- Boldano = pobjednik tog kruga
- Kurzivno = momčadi koje u tom krugu imaju prednost domaćeg terena
- * = divizijski prvak

|  | Prvi krug            | Prvi krug     | Prvi krug   |   |              | Konferencijsko polufinale | Konferencijsko polufinale | Konferencijsko polufinale |  |   | Konferencijsko finale | Konferencijsko finale | Konferencijsko finale |  |    | NBA finale | NBA finale | NBA finale |
|  |                      |               |             |   |              |                           |                           |                           |  |   |                       |                       |                       |  |    |            |            |            |
|  | 1                    | Cleveland*    | 4           |   |              |                           |                           |                           |  |   |                       |                       |                       |  |    |            |            |            |
|  | 8                    | Chicago       | 1           |   |              |                           |                           |                           |  |   |                       |                       |                       |  |    |            |            |            |
|  | 8                    | Chicago       | 1           |   | 1            | Cleveland                 | 2                         |                           |  |   |                       |                       |                       |  |    |            |            |            |
|  |                      |               |             |   | 1            | Cleveland                 | 2                         |                           |  |   |                       |                       |                       |  |    |            |            |            |
|  |                      | 4             | Boston      | 4 |              |                           |                           |                           |  |   |                       |                       |                       |  |    |            |            |            |
|  | 4                    | 4             | Boston      | 4 | Boston*      | 4                         |                           |                           |  |   |                       |                       |                       |  |    |            |            |            |
|  | 4                    |               |             |   | Boston*      | 4                         |                           |                           |  |   |                       |                       |                       |  |    |            |            |            |
|  | 5                    | Miami         | 1           |   |              |                           |                           |                           |  |   |                       |                       |                       |  |    |            |            |            |
|  | 5                    | Miami         | 1           |   |              |                           |                           |                           |  | 4 | Boston                | 4                     |                       |  |    |            |            |            |
|  | Istočna konferencija |               |             |   |              |                           |                           |                           |  | 4 | Boston                | 4                     |                       |  |    |            |            |            |
|  |                      | 2             | Orlando     | 2 |              |                           |                           |                           |  |   |                       |                       |                       |  |    |            |            |            |
|  | 3                    | 2             | Orlando     | 2 | Atlanta      | 4                         |                           |                           |  |   |                       |                       |                       |  |    |            |            |            |
|  | 3                    |               |             |   | Atlanta      | 4                         |                           |                           |  |   |                       |                       |                       |  |    |            |            |            |
|  | 6                    | Milwaukee     | 3           |   |              |                           |                           |                           |  |   |                       |                       |                       |  |    |            |            |            |
|  | 6                    | Milwaukee     | 3           |   | 3            | Atlanta                   | 0                         |                           |  |   |                       |                       |                       |  |    |            |            |            |
|  |                      |               |             |   | 3            | Atlanta                   | 0                         |                           |  |   |                       |                       |                       |  |    |            |            |            |
|  |                      | 2             | Orlando     | 4 |              |                           |                           |                           |  |   |                       |                       |                       |  |    |            |            |            |
|  | 2                    | 2             | Orlando     | 4 | Orlando*     | 4                         |                           |                           |  |   |                       |                       |                       |  |    |            |            |            |
|  | 2                    |               |             |   | Orlando*     | 4                         |                           |                           |  |   |                       |                       |                       |  |    |            |            |            |
|  | 7                    | Charlotte     | 0           |   |              |                           |                           |                           |  |   |                       |                       |                       |  |    |            |            |            |
|  | 7                    | Charlotte     | 0           |   |              |                           |                           |                           |  |   |                       |                       |                       |  | E4 | Boston     | 3          |            |
|  |                      |               |             |   |              |                           |                           |                           |  |   |                       |                       |                       |  | E4 | Boston     | 3          |            |
|  |                      | W1            | L.A. Lakers | 4 |              |                           |                           |                           |  |   |                       |                       |                       |  |    |            |            |            |
|  | 1                    | W1            | L.A. Lakers | 4 | L.A. Lakers* | 4                         |                           |                           |  |   |                       |                       |                       |  |    |            |            |            |
|  | 1                    |               |             |   | L.A. Lakers* | 4                         |                           |                           |  |   |                       |                       |                       |  |    |            |            |            |
|  | 8                    | Oklahoma City | 2           |   |              |                           |                           |                           |  |   |                       |                       |                       |  |    |            |            |            |
|  | 8                    | Oklahoma City | 2           |   | 1            | L.A. Lakers               | 4                         |                           |  |   |                       |                       |                       |  |    |            |            |            |
|  |                      |               |             |   | 1            | L.A. Lakers               | 4                         |                           |  |   |                       |                       |                       |  |    |            |            |            |
|  |                      | 5             | Utah        | 0 |              |                           |                           |                           |  |   |                       |                       |                       |  |    |            |            |            |
|  | 4                    | 5             | Utah        | 0 | Denver*      | 2                         |                           |                           |  |   |                       |                       |                       |  |    |            |            |            |
|  | 4                    |               |             |   | Denver*      | 2                         |                           |                           |  |   |                       |                       |                       |  |    |            |            |            |
|  | 5                    | Utah          | 4           |   |              |                           |                           |                           |  |   |                       |                       |                       |  |    |            |            |            |
|  | 5                    | Utah          | 4           |   |              |                           |                           |                           |  | 1 | L.A. Lakers           | 4                     |                       |  |    |            |            |            |
|  | Zapadna konferencija |               |             |   |              |                           |                           |                           |  | 1 | L.A. Lakers           | 4                     |                       |  |    |            |            |            |
|  |                      | 3             | Phoenix     | 2 |              |                           |                           |                           |  |   |                       |                       |                       |  |    |            |            |            |
|  | 3                    | 3             | Phoenix     | 2 | Phoenix      | 4                         |                           |                           |  |   |                       |                       |                       |  |    |            |            |            |
|  | 3                    |               |             |   | Phoenix      | 4                         |                           |                           |  |   |                       |                       |                       |  |    |            |            |            |
|  | 6                    | Portland      | 2           |   |              |                           |                           |                           |  |   |                       |                       |                       |  |    |            |            |            |
|  | 6                    | Portland      | 2           |   | 3            | Phoenix                   | 4                         |                           |  |   |                       |                       |                       |  |    |            |            |            |
|  |                      |               |             |   | 3            | Phoenix                   | 4                         |                           |  |   |                       |                       |                       |  |    |            |            |            |
|  |                      | 7             | San Antonio | 0 |              |                           |                           |                           |  |   |                       |                       |                       |  |    |            |            |            |
|  | 2                    | 7             | San Antonio | 0 | Dallas       | 2                         |                           |                           |  |   |                       |                       |                       |  |    |            |            |            |
|  | 2                    |               |             |   | Dallas       | 2                         |                           |                           |  |   |                       |                       |                       |  |    |            |            |            |
|  | 7                    | San Antonio   | 4           |   |              |                           |                           |                           |  |   |                       |                       |                       |  |    |            |            |            |

## Statistike
| Kategorija                  | Igrač         | Klub                  | Statistika |
| --------------------------- | ------------- | --------------------- | ---------- |
| Poena po utakmici           | Kevin Durant  | Oklahoma City Thunder | 30.1       |
| Skokova po utakmici         | Dwight Howard | Orlando Magic         | 13.2       |
| Asistencija po utakmici     | Steve Nash    | Phoenix Suns          | 11.0       |
| Ukradenih lopti po utakmici | Rajon Rondo   | Boston Celtics        | 2.3        |
| Blokada po utakmici         | Dwight Howard | Orlando Magic         | 2.8        |
| Postotak postignutih poena  | Dwight Howard | Orlando Magic         | .612       |
| Postotak postignutih trica  | Kyle Korver   | Utah Jazz             | .536       |
| Postotak slobodnih bacanja  | Steve Nash    | Phoenix Suns          | .938       |

## Nagrade

### Godišnje nagrade
- Najkorisniji igrač sezone : LeBron James (Cleveland Cavaliers)
- Obrambeni igrač sezone : Dwight Howard (Orlando Magic)
- Novak sezone : Tyreke Evans (Sacramento Kings)
- Šesti igrač sezone : Jamal Crawford (Atlanta Hawks)
- Igrač koji je najviše napredovao : Aaron Brooks (Houston Rockets)
- Trener sezone : Scott Brooks (Oklahoma City Thunder)
- Izvršni direktor sezone : John Hammond (Milwaukee Bucks)
- Športska osoba sezone : Grant Hill (Phoenix Suns)

| - All-NBA prva petorka - Kevin Durant - LeBron James - Dwight Howard - Kobe Bryant - Dwyane Wade - All-Defensive prva petorka - Dwight Howard - Rajon Rondo - LeBron James - Kobe Bryant - Gerald Wallace - All-Rookie prva petorka - Tyreke Evans - Brandon Jennings - Stephen Curry - Darren Collison - Taj Gibson | - All-NBA druga petorka - Carmelo Anthony - Dirk Nowitzki - Amar'e Stoudemire - Deron Williams - Steve Nash - All-Defensive druga petorka - Tim Duncan - Dwyane Wade - Josh Smith - Anderson Varejão - Thabo Sefolosha - All-Rookie druga petorka - Marcus Thornton - DeJuan Blair - James Harden - Jonny Flynn - Jonas Jerebko | - All-NBA treća petorka - Pau Gasol - Tim Duncan - Andrew Bogut - Joe Johnson - Brandon Roy |

### Igrači tjedna
| Tjedan                      | Istočna konferencija                | Zapadna konferencija                      |
| --------------------------- | ----------------------------------- | ----------------------------------------- |
| 27. listopada – 1. studenog | Dwight Howard (Orlando Magic)       | Carmelo Anthony (Denver Nuggets)          |
| 2. studenog – 8. studenog   | Joe Johnson (Atlanta Hawks)         | Chris Kaman (Los Angeles Clippers)        |
| 9. studenog – 15. studenog  | Brandon Jennings (Milwaukee Bucks)  | Dirk Nowitzki (Dallas Mavericks)          |
| 16. studenog – 22. studenog | LeBron James (Cleveland Cavaliers)  | Kobe Bryant (Los Angeles Lakers)          |
| 23. studenog – 29. studenog | Gerald Wallace (Charlotte Bobcats)  | Tim Duncan (San Antonio Spurs)            |
| 30. studenog – 6. prosinca  | Kevin Garnett (Boston Celtics)      | Carlos Boozer (Utah Jazz)                 |
| 7. prosinca – 13. prosinca  | Rodney Stuckey (Detroit Pistons)    | Deron Williams (Utah Jazz)                |
| 14. prosinca – 20. prosinca | Dwight Howard (Orlando Magic)       | Kobe Bryant (Los Angeles Lakers)          |
| 21. prosinca – 27. prosinca | LeBron James (Cleveland Cavaliers)  | Kobe Bryant (Los Angeles Lakers)          |
| 28. prosinca – 3. siječnja  | Derrick Rose (Chicago Bulls)        | Kevin Durant (Oklahoma City Thunder)      |
| 4. siječnja - 10. siječnja  | LeBron James (Cleveland Cavaliers)  | Chris Kaman (Los Angeles Clippers)        |
| 11. siječnja – 17. siječnja | Stephen Jackson (Charlotte Bobcats) | Carmelo Anthony (Denver Nuggets)          |
| 18. siječnja – 24. siječnja | LeBron James (Cleveland Cavaliers)  | Chauncey Billups (Denver Nuggets)         |
| 25. siječnja – 31. siječnja | Chris Bosh (Toronto Raptors)        | Kevin Durant (Oklahoma City Thunder)      |
| 1. veljače – 7. veljače     | LeBron James (Cleveland Cavaliers)  | Russell Westbrook (Oklahoma City Thunder) |
| 15. veljače – 21. veljače   | Dwight Howard (Orlando Magic)       | Carlos Boozer (Utah Jazz)                 |
| 22. veljače – 28. veljače   | LeBron James (Cleveland Cavaliers)  | Dirk Nowitzki (Dallas Mavericks)          |
| 1. ožujka – 7. ožujka       | Dwyane Wade (Miami Heat)            | Dirk Nowitzki (Dallas Mavericks)          |
| 8. ožujka – 14. ožujka      | Andrew Bogut (Milwaukee Bucks)      | Brandon Roy (Portland Trail Blazers)      |
| 15. ožujka – 21. ožujka     | Paul Pierce (Boston Celtics)        | Pau Gasol (Los Angeles Lakers)            |
| 22. ožujka – 28. ožujka     | Dwyane Wade (Miami Heat)            | Manu Ginóbili (San Antonio Spurs)         |
| 29. ožujka – 4. travnja     | Chris Bosh (Toronto Raptors)        | Kevin Durant (Oklahoma City Thunder)      |
| 5. travnja – 11. travnja    | Dwight Howard (Orlando Magic)       | Dirk Nowitzki (Dallas Mavericks)          |

### Igrači mjeseca
| Mjesec   | Istočna konferencija               | Zapadna konferencija             |
| -------- | ---------------------------------- | -------------------------------- |
| Studeni  | LeBron James (Cleveland Cavaliers) | Carmelo Anthony (Denver Nuggets) |
| Prosinac | LeBron James (Cleveland Cavaliers) | Kobe Bryant (Los Angeles Lakers) |
| Siječanj | LeBron James (Cleveland Cavaliers) | Chris Paul (New Orleans Hornets) |
| Veljača  | LeBron James (Cleveland Cavaliers) | Carlos Boozer (Utah Jazz)        |
| Ožujak   | Dwyane Wade (Miami Heat)           | Amar'e Stoudemire (Phoenix Suns) |

### Novaci mjeseca
| Mjesec   | Istočna konferencija               | Zapadna konferencija                  |
| -------- | ---------------------------------- | ------------------------------------- |
| Studeni  | Brandon Jennings (Milwaukee Bucks) | Tyreke Evans (Sacramento Kings)       |
| Prosinac | Brandon Jennings (Milwaukee Bucks) | Tyreke Evans (Sacramento Kings)       |
| Siječanj | Brandon Jennings (Milwaukee Bucks) | Stephen Curry (Golden State Warriors) |
| Veljača  | Jonas Jerebko (Detroit Pistons)    | Darren Collison (New Orleans Hornets) |
| Ožujak   | Brandon Jennings (Milwaukee Bucks) | Stephen Curry (Golden State Warriors) |

### Treneri mjeseca
| Mjesec   | Istočna konferencija             | Zapadna konferencija                 |
| -------- | -------------------------------- | ------------------------------------ |
| Studeni  | Stan Van Gundy (Orlando Magic)   | Alvin Gentry (Phoenix Suns)          |
| Prosinac | Mike Brown (Cleveland Cavaliers) | Lionel Hollins (Memphis Grizzlies)   |
| Siječanj | Larry Brown (Charlotte Bobcats)  | George Karl (Denver Nuggets)         |
| Veljača  | Scott Skiles (Milwaukee Bucks)   | Scott Brooks (Oklahoma City Thunder) |
| Ožujak   | Erik Spoelstra (Miami Heat)      | Alvin Gentry (Phoenix Suns)          |

## Vanjske poveznice
- NBA.com
- Prvi hrvatski NBA portal  Arhivirana inačica izvorne stranice od 27. travnja 2010. (Wayback Machine)

| Košarkaška natjecanja u sezoni 2009./10. | Košarkaška natjecanja u sezoni 2009./10.                                |
| ---------------------------------------- | ----------------------------------------------------------------------- |
|                                          |                                                                         |
| Košarkaške lige                          | NLB liga 2009./10. \| A-1 HKL 2009./10. \| 1. A SKL 2009./10.           |
|                                          |                                                                         |
| Europska košarkaška natjecanja           | Euroliga 2009./10. \| EuroChallenge 2009./10. \| ULEB Eurokup 2009./10. |
|                                          |                                                                         |
| Američka košarkaška natjecanja           | NBA 2009./10.                                                           |
|                                          |                                                                         |
| Europska prvenstva                       | Europsko prvenstvo u košarci – Poljska 2009.                            |

| Košarkaška natjecanja u sezoni 2009./10. | Košarkaška natjecanja u sezoni 2009./10.                                |
| ---------------------------------------- | ----------------------------------------------------------------------- |
|                                          |                                                                         |
| Košarkaške lige                          | NLB liga 2009./10. \| A-1 HKL 2009./10. \| 1. A SKL 2009./10.           |
|                                          |                                                                         |
| Europska košarkaška natjecanja           | Euroliga 2009./10. \| EuroChallenge 2009./10. \| ULEB Eurokup 2009./10. |
|                                          |                                                                         |
| Američka košarkaška natjecanja           | NBA 2009./10.                                                           |
|                                          |                                                                         |
| Europska prvenstva                       | Europsko prvenstvo u košarci – Poljska 2009.                            |

| Atlantska   | Boston • New Jersey • New York • Philadelphia • Toronto |
| Centralna   | Chicago • Cleveland • Detroit • Indiana • Milwaukee     |
| Jugoistočna | Atlanta • Charlotte • Miami • Orlando • Washington      |

| Sjeverozapadna | Denver • Minnesota • Oklahoma City • Portland • Utah              |
| Pacifička      | Golden State • L.A. Clippers • L.A. Lakers • Phoenix • Sacramento |
| Jugozapadna    | Dallas • Houston • Memphis • New Orleans • San Antonio            |

| Atlantska   | Boston • New Jersey • New York • Philadelphia • Toronto |
| Centralna   | Chicago • Cleveland • Detroit • Indiana • Milwaukee     |
| Jugoistočna | Atlanta • Charlotte • Miami • Orlando • Washington      |

| Sjeverozapadna | Denver • Minnesota • Oklahoma City • Portland • Utah              |
| Pacifička      | Golden State • L.A. Clippers • L.A. Lakers • Phoenix • Sacramento |
| Jugozapadna    | Dallas • Houston • Memphis • New Orleans • San Antonio            |

| Atlantska   | Boston • New Jersey • New York • Philadelphia • Toronto |
| Centralna   | Chicago • Cleveland • Detroit • Indiana • Milwaukee     |
| Jugoistočna | Atlanta • Charlotte • Miami • Orlando • Washington      |

| Sjeverozapadna | Denver • Minnesota • Oklahoma City • Portland • Utah              |
| Pacifička      | Golden State • L.A. Clippers • L.A. Lakers • Phoenix • Sacramento |
| Jugozapadna    | Dallas • Houston • Memphis • New Orleans • San Antonio            |

| Atlantska   | Boston • New Jersey • New York • Philadelphia • Toronto |
| Centralna   | Chicago • Cleveland • Detroit • Indiana • Milwaukee     |
| Jugoistočna | Atlanta • Charlotte • Miami • Orlando • Washington      |

| Sjeverozapadna | Denver • Minnesota • Oklahoma City • Portland • Utah              |
| Pacifička      | Golden State • L.A. Clippers • L.A. Lakers • Phoenix • Sacramento |
| Jugozapadna    | Dallas • Houston • Memphis • New Orleans • San Antonio            |